# Heilige Michaëlkerk (De Bilt)
De Heilige Michaëlkerk (ook wel Sint-Michaëlkerk) is een kerkgebouw in de Nederlandse plaats De Bilt. De kerk doet dienst als rooms-katholieke kerk voor de Michaël-Laurens gemeenschap van de HH Martha en Maria parochie.

## Geschiedenis
Op 26 juli 1893 werd de eerste steen gelegd van een neogotische kerk, die was ontworpen door architect Alfred Tepe. Hij ontwierp ook de pastorie. Op 1 maart 1894 vond de inwijding van de kerk plaats. In de loop der jaren groeide de kerkgemeenschap en eind jaren dertig werd duidelijk dat de kerk te klein was en werden er plannen ontwikkeld om een nieuwe kerk te bouwen.  
In 1939 werd onder leiding van pastoor J.L. Veeger een aanvraag ingediend voor de bouw van een nieuwe kerk in de regio Utrecht en Overijssel. De oude kerk aan de Kerklaan moest wijken, maar vanwege regelgeving omtrent afstand tot het kerkhof en militaire versterkingen nabij het Werk Griftensteyn, werd de vergunning tijdelijk geweigerd. De Commandant der Vesting Holland gaf geen toestemming wegens nationale verdediging. Het kerkbestuur vroeg regelmatig verlenging van de bouwvergunning aan. In 1945 volgde het laatste verzoek, waarna het stil werd. Pas acht jaar later werd een nieuwe vergunning aangevraagd, wat leidde tot de bouw van de huidige kerk.
Op 13 juni 1954 werd de eerste steen gelegd van de nieuwe Michaëlkerk. Het ontwerp van de nieuwe kerk in de trant van de Delftse School was van vader en zoon B.J. Koldewey en H.M. Koldewey. De kerk werd op 23 augustus 1955 geconsacreerd, waarna de oude kerk werd afgebroken. De nieuwe kerk is verbonden met de oude pastorie.
De Sint-Michaëlkerk en Sint-Laurenskerk zijn begin 21 eeuw gefuseerd, waarna de laatste is afgebroken.

## Gebouw
De kerk is opgezet als een basiliek met een breed middenschip en twee smalle zijbeuken en aan de achterzijde een halve apsis. De voorgevel heeft een portaal met drie hoge rondbogen. Aan de gevel is, boven de centrale entreedeuren, een beeld geplaatst van Sint Michaël die het kwaad bestrijdt. Het beeld werd gemaakt door Jop Goldenbeld. Aan de voorgevel hangt ook een uurwerk aan de rechterzijde. De kerk heeft een open klokkentoren, waarin drie klokken hangen, bekroond door een kruis. De kruiswegstatie in de kerk is gemaakt door Frans Verhaak. Aan de linkerzijde van de kerk is een doopkapel geplaatst, met in de buitenmuur een medaillon, met een reliëf van pater Renald Rats, dat de doop van Christus toont. Harry Schifferstein ontwierp gebrandschilderde ramen voor de kerk. 
Achter de kerk ligt een kerkhof met calvarieberg en een van oorsprong katholieke scoutingvereniging.

## Afbeeldingen

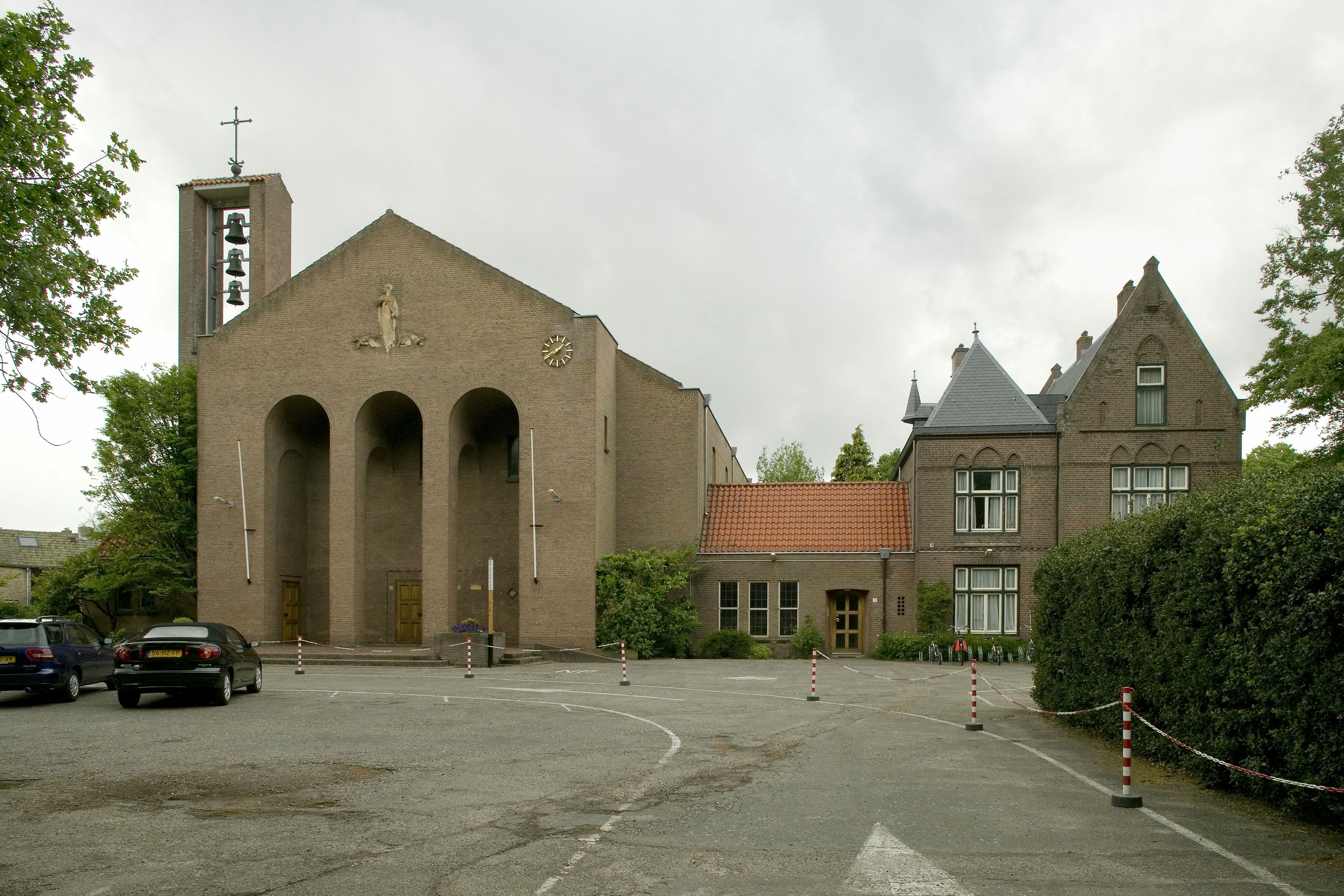
kerk en pastorie
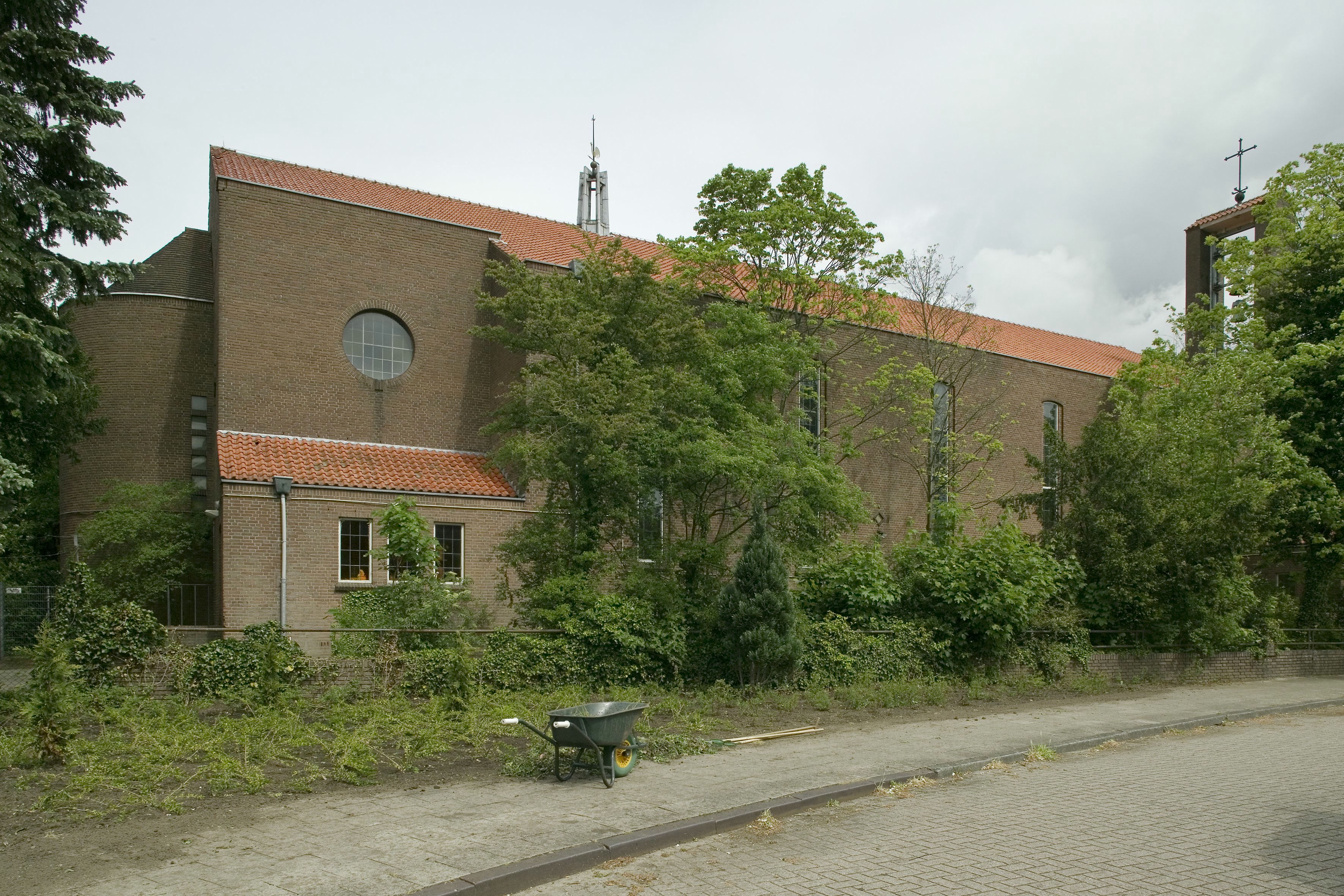
noordgevel
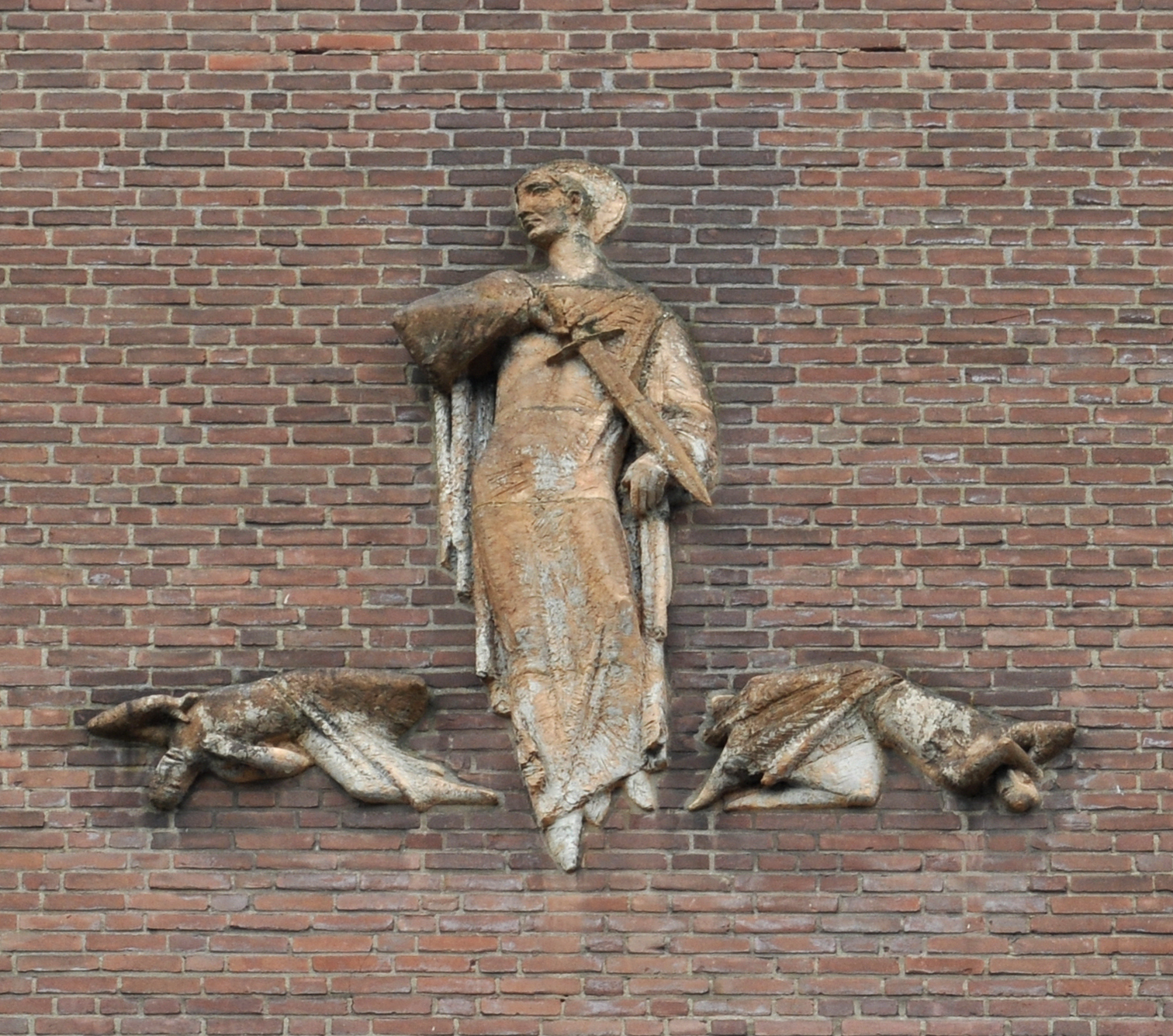
Sint Michaël
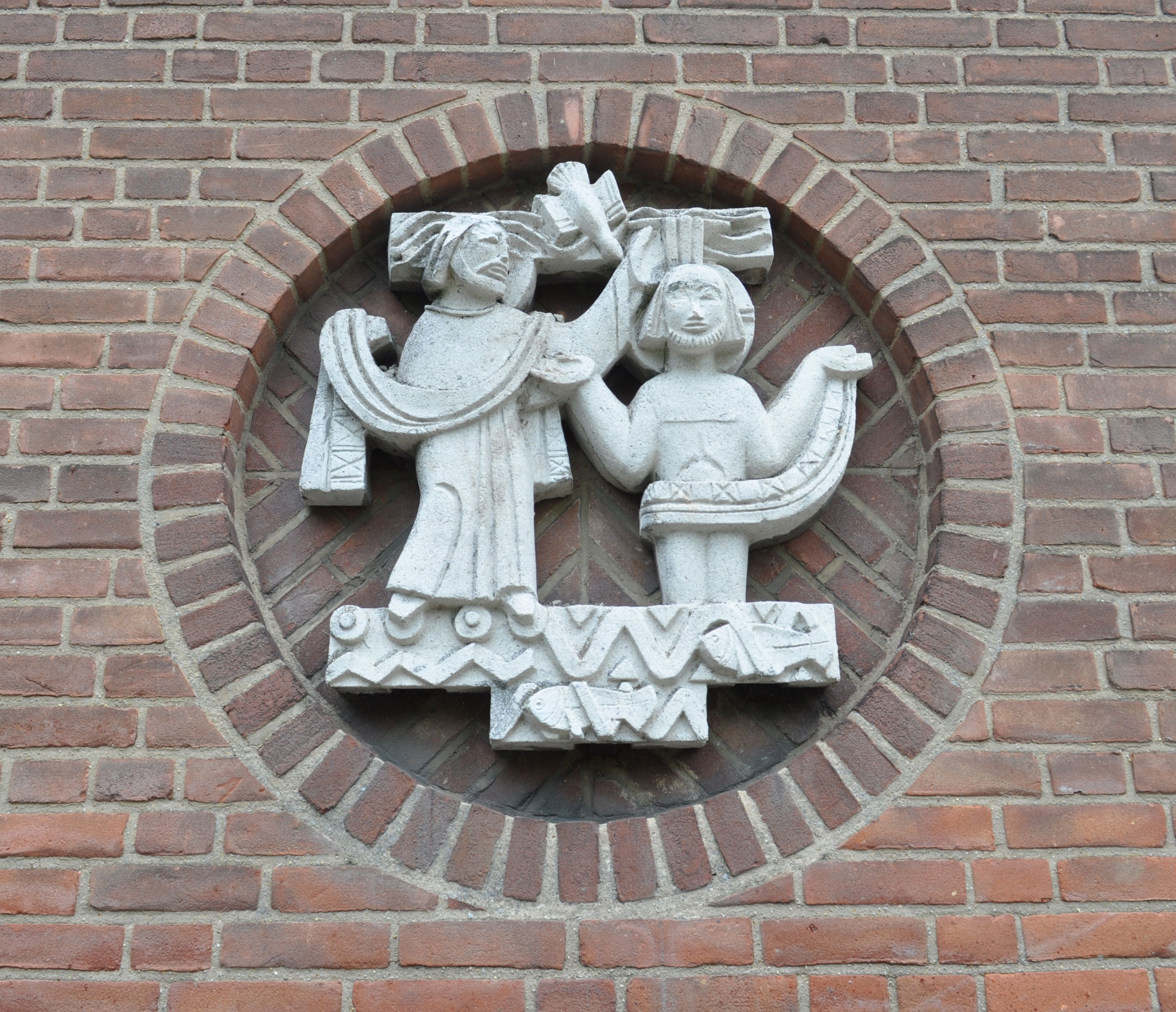
reliëf